# Team Visma–Lease a Bike
Team Visma–Lease a Bike, tidigare Team LottoNL-Jumbo & senast Jumbo-Visma, är ett nederländskt cykelstall som tillhör UCI ProTour.  Laget kom till 1984 som Kwantum, och har sedan dess bytt namn tio gånger innan det nuvarande namnet togs 2019. Mellan 1996 och 2012 sponsrades laget av Rabobank.
Stallet består av tre delar, ett proffsstall, ett amatörstall och ett stall som tävlar i cykelcross. 
Cyklisterna Erik Dekker och Michael Boogerd fanns med i stallet under många år. De hade stora framgångar, framförallt i klassikerna. Dekker arbetar numera som sportdirektör i stallet, även Boogerd har avslutat sin professionella karriär.
Den spanske spurtspecialisten Oscar Freire kom till stallet 2003. Han är trefaldig världsmästare och har vunnit etapper i Tour de France. Han har även bland annat vunnit klassikern Milano-Sanremo två gånger.
Under Tour de France 2007 sparkade Rabobanks ledning den danska cyklisten Michael Rasmussen, som vid tillfället ledde tävlingen och skulle ha vunnit tävlingen, eftersom cyklisten hade ljugit angående var han har befunnit sig under träning. Rasmussen har tidigare vunnit den prickiga bergströjan i tävlingen.
Stallets ryske cyklist Denis Mensjov vann Vuelta a España 2005 när vinnaren Roberto Heras blev diskvalificerad på grund av ett positivt dopningstest. Två år senare (2007) upprepade han bedriften. Säsongen 2009 vann Mensjov Giro d'Italia.
Inför 2013 års säsong slutade Rabobank sponsra laget, och Blanco blev stallets nya namn. Samarbetet blev dock kortvarigt, och hemelektronikföretaget Belkin tog istället över som huvudsponsor sommaren 2013. Belkin sponsrade laget i ett och ett halvt år, innan det nederländska lotteriet och Jumbo tog över sponsorskapet inför 2015.
Den danske cyklisten Jonas Vingegaard vann med team Jumbo-Visma Tour de France 2022.
2023 vann stallet samtliga tre grand tours: Giro d'Italia genom Primož Roglič, Tour de France genom Jonas Vingegaard och Vuelta a España genom Sepp Kuss (i det sistnämnda tog stallet samtliga podieplaceringar eftersom Vingegaard blev tvåa och Roglič trea).

## Laguppställning
| Laguppställning 2024             | Laguppställning 2024 | Laguppställning 2024                | Laguppställning 2024 |
| Namn                             | Födelsedatum         | Tidigare lag                        |                      |
| -------------------------------- | -------------------- | ----------------------------------- | -------------------- |
| Edoardo Affini                   | 24 juni 1996         | Mitchelton-Scott (2020)             |                      |
| Tiesj Benoot                     | 11 mars 1994         | Team DSM (2021)                     |                      |
| Koen Bouwman                     | 2 december 1993      | SEG Racing (2015)                   |                      |
| Robert Gesink (1 jan–8 sep, not) | 31 maj 1986          | Rabobank Continental (2006)         |                      |
| Thomas Gloag                     | 13 september 2001    | Trinity Racing (2022)               |                      |
| Per Strand Hagenes               | 10 juli 2003         | Jumbo-Visma Development Team (2023) |                      |
| Michel Hessmann                  | 6 april 2001         | Jumbo-Visma Development Team (2021) |                      |
| Matteo Jorgenson                 | 1 juli 1999          | Movistar Team (2023)                |                      |
| Wilco Kelderman                  | 25 mars 1991         | Bora-Hansgrohe (2022)               |                      |
| Olav Kooij                       | 17 oktober 2001      | Jumbo-Visma Development Team (2021) |                      |
| Steven Kruijswijk                | 7 juni 1987          | Rabobank Continental (2009)         |                      |
| Sepp Kuss                        | 13 september 1994    | Rally Cycling (2017)                |                      |
| Christophe Laporte               | 11 december 1992     | Cofidis (2021)                      |                      |
| Bart Lemmen                      | 14 oktober 1995      | Human Powered Health (2023)         |                      |
| Johannes Staune-Mittet           | 18 januari 2002      | Jumbo-Visma Development Team (2023) |                      |
| Jan Tratnik                      | 23 februari 1990     | Bahrain Victorious (2022)           |                      |
| Ben Tulett                       | 26 augusti 2001      | Ineos Grenadiers (2023)             |                      |
| Cian Uijtdebroeks                | 28 februari 2003     | Bora-Hansgrohe (2023)               |                      |
| Milan Vader                      | 18 februari 1996     | KMC-Orbea (2021)                    |                      |
| Attila Valter                    | 12 juni 1998         | Groupama-FDJ (2022)                 |                      |
| Wout van Aert                    | 15 september 1994    | Cibel (2019)                        |                      |
| Dylan van Baarle                 | 21 maj 1992          | Ineos Grenadiers (2022)             |                      |
| Loe van Belle                    | 24 januari 2002      | Jumbo-Visma Development Team (2023) |                      |
| Tosh Van der Sande               | 28 november 1990     | Lotto-Soudal (2021)                 |                      |
| Mick van Dijke                   | 15 mars 2000         | Jumbo-Visma Development Team (2021) |                      |
| Tim van Dijke                    | 15 mars 2000         | Jumbo-Visma Development Team (2021) |                      |
| Julien Vermote                   | 26 juli 1989         | Secteur-Duolar (2023)               |                      |
| Jonas Vingegaard                 | 10 december 1996     | ColoQuick (2018)                    |                      |
|                                  |                      |                                     |                      |
| Källa: ProCyclingStats           |                      |                                     |                      |

not: Robert Gesink, end of sports career

## Viktigare segrar

### Grand tours
Tour de France
2022 Jonas Vingegaard
2023 Jonas Vingegaard
Giro d'Italia
2009 Denis Mensjov
2023 Primož Roglič
Vuelta a España
2007 Denis Mensjov
2019 Primož Roglič
2020 Primož Roglič
2021 Primož Roglič
2023 Sepp Kuss

### Monumenten
Milano-Sanremo
2004 Óscar Freire
2007 Óscar Freire
2010 Óscar Freire
2020 Wout van Aert
Flandern runt
1986 Adri van der Poel
1989 Edwig Van Hooydonck
1991 Edwig Van Hooydonck
1997 Rolf Sørensen
Liège–Bastogne–Liège
2020 Primož Roglič